# Mexiko i olympiska sommarspelen 1988
Mexiko deltog i de olympiska sommarspelen 1988 med en trupp bestående av 83 deltagare, och totalt tog landet två bronsmedaljer.

## Boxning
Flugvikt
- Mario González

Bantamvikt
- José de Jesús García

Fjädervikt
- Miguel Angel González

Lättvikt
- Guillermo Tamez

Lätt weltervikt
- Humberto Rodríguez

Mellanvikt
- Martín Amarillas

## Brottning
Bantamvikt, grekisk-romersk stil
- Adrian Ponce

Flugvikt, fristil
- Bernardo Olvera

Bantamvikt, fristil
- Jorge Olvera

Weltervikt, fristil
- Alfonso Jessel

## Bågskytte
Damernas individuella
- Aurora Breton – Inledande omgång (→ 29:e plats)

Herrarnas individuella
- Jose Anchondo – Inledande omgång (→ 26:e plats)
- Omar Bustani – Inledande omgång (→ 38:e plats)
- Adolfo Gonzalez – Inledande omgång (→ 49:e plats)

Herrarnas lagtävling
- Anchondo, Bustani och Gonzalez – Åttondelsfinal (→ 12:e plats)

## Friidrott
Herrarnas 100 meter
- Eduardo Nava

Herrarnas 800 meter
- Mauricio Hernández

Herrarnas 5 000 meter
- Mauricio González
- Marcos Barreto
- Arturo Barrios

Herrarnas 10 000 meter
- Arturo Barrios
  - Första omgången — 28:08,63
  - Final — 27:39,32 (→ 5:e plats)

- Mauricio González
  - First Round — 28:36,66
  - Final — 27:59,90 (→ 11:e plats)

- Marcos Barreto
  - Heat – 29:18,14 (→ gick inte vidare)

Herrarnas maraton
- Jesús Herrera
  - Final — 2"13:58 (→ 11:e plats)

- Carlos Retiz
  - Final — 2"25:34 (→ 50:e plats)

- Martín Mondragón
  - Final — 2"27:10 (→ 57:e plats)

Herrarnas 110 meter häck
- Roberto Carmona

Herrarnas 4 x 100 meter stafett
- Herman Adam, Eduardo Nava, Antonio Ruíz och Miguel Elizondo

Herrarnas 20 kilometer gång
- Carlos Mercenario
  - Final — 1:20:53 (→ 7:e plats)

- Ernesto Canto
  - Final — DSQ (→ ingen placering)

- Joel Sánchez
  - Final — DSQ (→ ingen placering)

Herrarnas 50 kilometer gång
- Martín Bermudez
  - Final — 3'49:22 (→ 15:e plats)

- Arturo Bravo
  - Final — 4'08:08 (→ 33:e plats)

- Hernán Andrade
  - Final — DSQ (→ ingen placering)

Damernas maraton
- Blanca Jaime
  - Final — 2:43:00 (→ 43:e plats)

Damernas 100 meter häck
- Sandra Taváres

Damernas höjdhopp
- Cristina Fink
  - Kval — 1,84 m (→ gick inte vidare)

## Fäktning
Damernas florett
- Fabiana López

## Modern femkamp
Individuella tävlingen
- Ivar Sisniega – 5065 poäng (→ 14:e plats)
- Alejandro Yrizar – 4920 poäng (→ 28:e plats)
- Marcelo Hoyo – 4800 poäng (→ 39:e plats)

Lagtävlingen
- Sisniega, Yrizar och Hoyo – 14785 poäng (→ 8:e plats)

## Tennis
Herrsingel
- Agustín Moreno
  - Första omgången — Besegrade Toshihisa Tsuchihashi (Japan) 7-6, 6-2, 6-4
  - Andra omgången — Förlorade mot Stefan Edberg (Sverige) 2-6, 6-7, 0-6

- Francisco Maciel
  - Första omgången — Förlorade mot Diego Nargiso (Italien) 6-2, 6-7, 6-7, 6-8

- Leonardo Lavalle
  - Första omgången — Besegrade Ronald Agénor (Haiti) 3-6, 6-3, 6-2, 2-1, retired
  - Andra omgången — Förlorade mot Sergio Casal (Spanien) 3-6, 4-6, 6-7

Damsingel
- Xochitl Escobedo
  - Första omgången – Förlorade mot Anne Minter (Australien) 1-6, 3-6

- Claudia Hernández-Salas
  - Första omgången – Bye
  - Andra omgången – Förlorade mot Zina Garrison (USA) 1-6, 4-6